# 羧苄西林
羧苄西林（英语：Carbenicillin）是一种杀菌抗生素，属于青霉素的羧基青霉素亚组。它由比彻姆集团的科学家发现并以Pyopen为商品名销售。它的覆盖范围为革兰氏阴性菌，包括铜绿假单胞菌，但对于革兰氏阳性菌的覆盖范围有限。羧基青霉素易于被β-内酰胺酶降解，尽管它们比氨苄青霉素更能抵抗降解。羧苄青霉素在较低pH值下也比氨苄青霉素更稳定。

## 药理学
该抗生素高度溶于水并且对酸不稳定。典型的实验室工作浓度为每毫升50至100µg。
它是天然存在的苄基青霉素的半合成类似物。使用高剂量羧苄西林可引起出血。羧苄西林的使用可通过促进肾脏远曲小管的钾丢失而导致低钾血症。
在分子生物学中，羧苄西林可能更适合作为选择剂（参见质粒稳定化技术），因为它的分解会产生比氨苄西林等类似抗生素毒性更低的副产物。羧苄西林比氨苄青霉素更稳定，并且在选择平板上产生更少的卫星菌落。然而，在大多数情况下，这不是一个严重的问题，因此有时会使用氨苄青霉素，因为它的成本较低。

## 细菌敏感性和耐药性谱
羧苄西林已被证明对引起尿路感染的细菌有效，包括铜绿假单胞菌、大肠杆菌和一些变形杆菌。以下是一些具有医学意义的生物体的羧苄青霉素敏感性数据。这并不代表所有对羧苄西林暴露敏感的细菌。
- 大肠杆菌 1.56 μg/ml - 64 μg/ml
- 奇异变形杆菌 1.56 μg/ml - 3.13 μg/ml
- 铜绿假单胞菌 3.13 μg/ml - >1024 μg/ml